# Bộ Hô (虍)
Bộ Hô, bộ thứ 141 có nghĩa là "vằn" là 1 trong 29 bộ có 6 nét trong số 214 bộ thủ Khang Hy.
Trong Từ điển Khang Hy có 114 chữ (trong số hơn 40.000) được tìm thấy chứa bộ này.

## Tự hình Bộ Hô (虍)

Giáp cốt văn
Kim văn
Đại triện
Tiểu triện

## Chữ thuộc Bộ Hô (虍)
| Số nét bổ sung | Chữ                            |
| -------------- | ------------------------------ |
| 0              | 虍/hô/                         |
| 2              | 虎/hổ/ 虏/lỗ/                  |
| 3              | 虐/ngược/                      |
| 4              | 虑/lư/ 虒/ty/ 虓/hao/ 虔/kiền/ |
| 5              | 處 虖 虗 虘 虙 虚 彪           |
| 6              | 虛/hư/                         |
| 7              | 虜/lỗ/ 虝/hổ/ 虞/ngu/ 號/hiệu/ |
| 8              | 虠/hào/ 虡/cự/                 |
| 9              | 虢/quách/ 虣/bạo/              |
| 10             | 虤/ngan/ 虥/sàn/ 虦/sàn/       |
| 11             | 虧/khuy/ 虨                    |
| 12             | 虩/hách/                       |
| 20             | 虪/thúc/                       |